# Mysjanka
Mysjanka (vitryska: Мышанка) är ett vattendrag i Belarus.   Det ligger i voblasten Brests voblast, i den centrala delen av landet, 170 km sydväst om huvudstaden Minsk.
Omgivningarna runt Mysjanka är en mosaik av jordbruksmark och naturlig växtlighet. Runt Mysjanka är det ganska glesbefolkat, med 23 invånare per kvadratkilometer.